# Законодавчі збори Альберти
Законодавчі збори Альберти (англ. Legislative Assembly of Alberta) — деліберативна асамблея провінції Альберта, Канада. Утворена 1905 року, складається з 87 членів. Розміщена в Едмонтоні.
29 травня 2023 року відбулися останні станом на зараз вибори до Законодавчих зборів Альберти.

## Історія
Унаслідок відокремлення провінції Альберта від провінції Північно-Західні території у 1905 року для нової адміністративної одиниці було створено провінційні Законодавчі збори.
Перша сесія 1-х Законодавчих зборів Альберти розпочалася 15 березня 1906 року у Тістл-Рінк в Едмонтоні, на північ від Джаспер-авеню. Спочатку засідання зборів проводили у будівлі школи МакКей Авеню в Едмонтоні. Там збори обрали Едмонтон столицею провінції і місце для майбутньої будівлі Законодавчих зборів — на березі річки Норт-Саскачеван. Будівництво споруди доручили Алланові Меррікові Джеферсу — випускникові Род-Айлендської школи дизайну. У вересні 1912 року принц Артур, герцог Коннот та Стратерн, генерал-губернатор Канади, офіційно відкрив будівлю Законодавчих зборів Альберти.
Луїз Маккінні та Роберта Макадамс були першими жінками, обраними до Законодавчих зборів Альберти. Їх обрали 1917 року. Також вони були першими жінками, обраними до якого-небудь законодавчого органу влади в усій Британській імперії.

## Діяльність

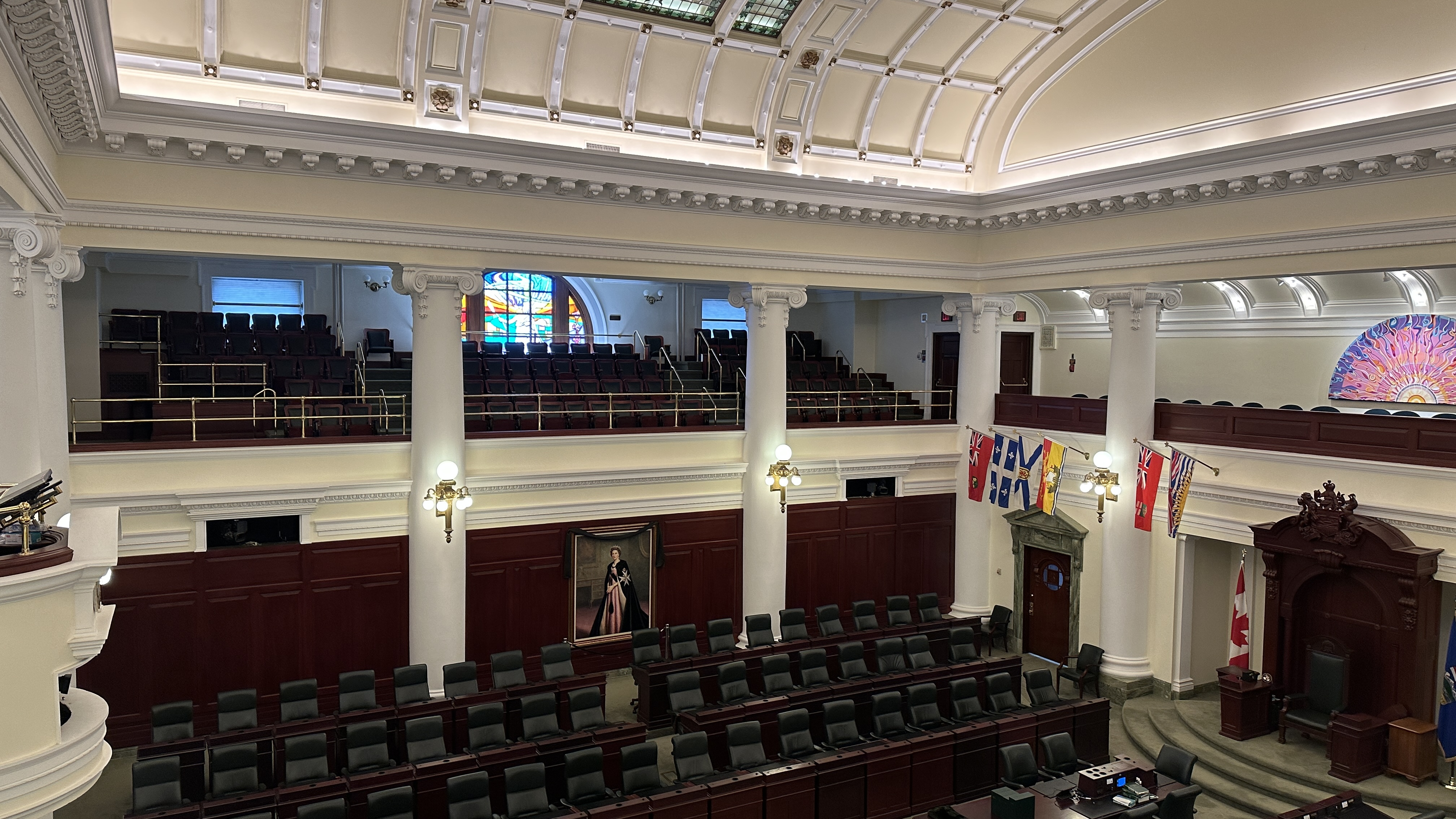
Сесійна зала Законодавчих зборів Альберти, 2023

Законодавчі збори Альберти складаються із 87 членів. Вибори відбуваються за системою відносної більшості з одним переможцем на одномандатних виборчих округах. Біллі, схвалені Законодавчими зборами, отримують королівську згоду від лейтенанта-губернатора Альберти, що діє від імені короля Канади. Законодавчі збори та лейтенант-губернатор разом становлять однопалатну Легіслатуру Альберти.
Відповідно до Розділу 4 Канадської Хартії прав і свобод й Акту про Законодавчі збори Альберти, максимальний період між загальними виборами до Законодавчих зборів Альберти становить 5 років. Ці ж документи зобов'язують прем'єра Альберти слідкувати за датою проведення виборів. Поправки до Акту про вибори Альберти, внесені в 2021 році, зафіксували дату виборів на четвертому понеділку травня четвертого року після попередніх виборів. В Альберті жодного разу не було уряду меншості, як і голосувань про вотум недовіри урядові.
Для участі у виборах до Законодавчих зборів Альберти особа повинна мати канадське підданство, бути старшою за 18 років та проживати в Альберті щонайменше 6 місяців перед виборами. Сенаторів та членів Палати громад Канади не допускають до участі у виборах до Законодавчих зборів Альберти.